# Kijaszahr
Kijaszahr (perski: كياشهر) – miasto w Iranie, w ostanie Gilan. W 2016 roku liczyło 14 022 mieszkańców.